# علال الفاسي
علال بن عبد الواحد بن عبد السلام بن علال الفاسي الفهري (10 يناير 1910 – 13 مايو 1974) سياسي وأديب مغربي، مؤسس حزب الاستقلال وزعيم الحركة الوطنية المغربية، وأحد أعلام الحركة الإسلامية الحديثة التي ظهرت في القرن العشرين والتي دعت إلى نوع من السلفية التجديدية، رفقة محمد عبده ورشيد رضا ومحمد الطاهر بن عاشور وغيرهم.

لعب علال الفاسي دورًا محوريًا في تشكيل المشهد السياسي والاجتماعي في المغرب على مدى أكثر من نصف قرن. كأحد القادة المؤسسين لحزب الاستقلال، قاد الكفاح الوطني من أجل استقلال المغرب عن الاستعمار الفرنسي والإسباني، مستخدمًا فكره الثوري وخطبه المؤثرة لتحفيز الشعب المغربي على النضال من أجل الحرية. كان علال الفاسي أيضًا مفكرًا إسلاميًا بارزًا، حيث دعا إلى مزج القيم الإسلامية مع الحداثة، مما ساهم في تشكيل الهوية الوطنية المغربية وترسيخ مفهوم دولة المؤسسات القائمة على الشريعة الإسلامية والمبادئ الديمقراطية.
لا يزال إرث علال الفاسي حاضرًا بقوة في المشهد السياسي المغربي، حيث تستمر عائلته في لعب أدوار رئيسية في قيادة حزب الاستقلال، أعرق الأحزاب المغربية. يواصل الحزب تأثيره في الحياة السياسية من خلال الدفاع عن حقوق الشعب المغربي وتحقيق التنمية الاجتماعية والاقتصادية. هذا الامتداد التاريخي لعائلة الفاسي داخل الحزب يعكس تأثير علال الفاسي العميق والمستدام في بناء المغرب الحديث وتعزيز الوحدة الوطنية.

## المولد والنشأة
ولد علال الفاسي في 10 يناير 1910 في مدينة فاس، ونشأ في بيت علم ودين، فأبوه عبد الواحد كان يشتغل بالتدريس في جامعة القرويين، وعمل بالقضاء لعدة سنوات. وينتمي لأسرة عربية عريقة هاجرت من الأندلس إلى المغرب واستوطنت بمدينة فاس تحت اسم بني الجد واشتهرت بآل الفاسي الفهري، ومن هذه الأسرة السيدة فاطمة بنت محمد الفهري التي بنت بمالها جامع القرويين الشهير، عام 245هـ .
التحق علال الفاسي وهو دون السادسة من عمره بالكُتّاب، حيث حفظ القرآن الكريم وتعلم مبادئ القراءة والكتابة، ثم التحق بعد ذلك بإحدى المدارس الابتدائية الحرة التي أنشأها زعماء الحركة الوطنية في فاس، وكانت المملكة المغربية آنذاك قد خضعت لما يسمى الحماية الفرنسية سنة (1330هـ = 1912م) ووقعت في براثن الاحتلال. ثم انتقل بعد ذلك إلى جامعة القرويين، وهي واحدة من أهم جامعات العالم الإسلامي، تخرج فيها كل زعماء الحركة الوطنية المغربية، وحفظت لبلاد المغرب لسانها العربي وثقافتها الإسلامية
وبرزت شخصية علال في هذه الفترة وهو لا يزال طالبا، ولفت الأنظار إليه بفصاحته وعذوبة لسانه وقدرته على التأثير في مستمعيه، وجرأته في قول الحق غير هياب ولا وجل، فشارك في الدفاع عن قضية تزويد مدينة فاس بالماء، وكانت سلطات الاحتلال الفرنسي تحاول حرمان السكان منها، وساعد عبد الكريم الخطابي في جهاده ضد الاحتلال الفرنسي، ودفعته همته إلى تأليف جمعية أطلق عليها «جمعية القرويين لمقاومة المحتلين» جمع إليها زملاؤه من الطلاب، وظل علال الفاسي على نشاطه الدائب حتى نال شهادة العالمية من جامعة القرويين سنة (1351هـ=1932م) ولم يتجاوز الثانية والعشرين من عمره.

## مسيرته العلمية
عمل مدرسًا بالمدرسة الناصرية، وذلك أثناء دراسته بالقرويين. وبعد تخرجه وحصوله على إجازة من والده، ومن عمه الفقيه عبد الله الفاسي، ومن شيخيه العلامتين أبي شعيب الدكالي ومحمد بن جعفر الكتاني، وصار يدرّس بجامع القرويين حول التاريخ الإسلامي.
وعمل أستاذاً محاضراً بكلية الشريعة التابعة لجامعة القرويين بفاس، كما عمل محاضراً بكليتي الحقوق والآداب بجامعة محمد الخامس بالرباط، ومحاضراً بدار الحديث الحسنية بالرباط. وهو صاحب فكرة إنشاء وزارة للشؤون الإسلامية بالمغرب. وكان له فضل حث الملك الحسن الثاني سنة 1964م على إنشاء دار الحديث الحسنية. كما كان له دور بارز في تطوير جامعة القرويين واستحداث كلية الشريعة وكلية أصول الدين وكلية اللغة العربية. وكان عضوًا ومقرراً عامًا في لجنة مدونة الفقه الإسلامي التي شُكلت في فجر الاستقلال المغربي. كما أن له باعًا طويلًا وقدماً راسخة في الفقه الإسلامي وخاصة الفقه المالكي والفقه المقارن، وله اجتهادات فقهية يحتج بها علماء المغرب والجزائر وتونس. وانتخب عضوا مراسلا في مجمع اللغة العربية بدمشق وبمجمع اللغة العربية بالقاهرة.

## مسيرته السياسية
انخرط علال الفاسي في العمل الوطني المغربي ومقاومة المحتل الفرنسي، وتنقسم مسيرته الجهادية بعدة مراحل.
في بداية نشاطته تأسيس جمعية من زملائه الطلبة في القرويين أطلق عليها «جمعية القرويين لمقاومة المحتلين» لدعم المجاهد المغربيّ عبد الكريم الخطابي. وأيّد موقف شيوخه الدكالي والعلوي بمعارضة الظهير البربري، فألقى عدة خطب في التحذير منه، وبسبب فصاحته وخطاباته المؤثرة كانت تستجيب له الجماهير فتخرج المظاهرات الحاشدة تندد بهذه السياسة، ولذلك اعتقلته السلطات الفرنسية وهو طالبٌ بالعالمية، ونفته إلى بلدة تازة، ثم عاد بعد الإفراج عنه إلى فاس سنة 1931م، فمنعته من التدريس، فانصرف إلى جامع القرويين يلقي الدروس العلمية الليلية عن تاريخ الإسلام، وعن سيرة نبي الإسلام، مقارنا بين حالة المسلمين الأوائل وواقع إخوانهم المعاصر، وقد جذبت هذه الدروس اهتمام المغاربة من الرجال والنساء، ولم يكتف بهذا، فاختار نخبة من زملائه وأوفدهم إلى شتى القرى للتوعية وتأجيج الشعور الوطني.
, في عام 1933م حاولت الإدارة الفرنسية اعتقاله مجددًا فسافر إلى إسبانيا وسويسرا، واتصل بالأمير شكيب أرسلان وجماعته. وعاد إلى المغرب عام 1934م فشارك في تأسيس كتلة العمل الوطني، وكما أسس أول نقابة للعمال سنة 1936م. وبعد تقديم وثيقة مطالب الشعب المغربي سنة 1937م للسلطات الحماية، أبعدته السلطات إلى الغابون منفياً إلى سنة 1941م، ثم إلى الكونغو حتى سنة 1946م، حبيساً في زنزانةٍ، ولم يسمحوا له بمصحفٍ إلا بعد عامٍ ونصف. بعد إطلاق سراحه، وانشقاق محمد الحسن الوزان عن الكتلة الوطنية، أنشأ مع رفاقه حزب الاستقلال ثم سافر متنقلاً بين البلاد العربية والأوروبية يدعو لاستقلال المغرب عن فرنسا، وقد استطاع في هذه الجولات أن يتصل بكثيرين من القادة والزعماء والمجاهدين في العالم الإسلامي.
عاد إلى المغرب سنة 1949م فمنعه الفرنسيون من الدخول، فأقام بمدينة طنجة، وكانت يومئذ منطقة دولية. وفي سنة 1953م قام الاستعمار الفرنسي، بنفي الملك المغربي محمد الخامس بن يوسف خارج البلاد، فدعا علال الفاسي الشعب المغربي للثورة ضد فرنسا، وكان قائد الثورة حتى عودة الملك، واستقرار أمر البلاد.
بعد نيل المغرب استقلاله سنة 1375هـ/1955م ورجوع الملك محمد الخامس إلى عرشه عاد علال الفاسي إلى المغرب بعد غياب عشر سنوات قضاها في القاهرة، وعاود نشاطه القديم فتولى رئاسة حزب الاستقلال الذي أنشئ من قبل، واختير عضوا رئيسيا في مجلس الدستور لوضع دستور البلاد، ثم انتخب رئيسا له، وقدم مشروع القانون الأساسي، وشارك في وضع الأسس الأولى لدستور سنة 1962م، ودخل الانتخابات التي أجريت سنة 1383هـ/ 1963م ودخل الوزارة، وإليه يرجع الفضل في إنشاء مشروع وزارة الأوقاف والشؤون الإسلامية.
بعد وفاة الملك محمد الخامس، تولى وزارة الدولة للشؤون الإسلامية عام 1961م، ثم استقال عام 1963م، وانضمّ بحزبه حزب الاستقلال إلى صفوف المعارضة.

## من مؤلفاته
خلف كثيرا من المؤلفات في شتى الموضوعات، وتعتبر خزانة كتب مؤسسة علال الفاسي من أغنى الخزانات الخاصة بالمغرب.
- العودة إلى أسبانية.
- الحماية في مراكش ممن الوجهتين التاريخية والقانونية.
- الحركات الاستقلالية في المغرب العربي[7].
- السياسة البربرية في المغرب: عناصرها ومظاهر تطبيقها.
- النقد الذاتي، كتبه سنة 1949وصدر سنة 1952 عن المطبعة العالمية بالقاهرة
- المغرب العربي من الحرب العالمية الأولى إلى اليوم.
- حديث المغرب في المشرق.
- عقيدة وجهاد.
- بديل البديل.
- منهج الاستقلالية.
- مقاصد الشريعة الإسلامية ومكارمها.
- دفاع عن الشريعة.
- الجواب الصحيح والنصح الخالص في نازلة فاس وما يتعلق بمبدإ الشهور الإسلامية العربية.
- معركة اليوم والغد.
- كي لا ننسى (كتاب لعلال الفاسي).
- المثل الأعلى في الصدق والثبات وحسن الإنابة.
- نضالية الإمام مالك ورجال مذهبه.
- واقع العالم الإسلامي.
- الإنسية المغربية.
- صحراء المغرب المغتصبة.
- الإسلام وتحديات العصر.
- دفاعا عن الأصالة.
- في المذاهب الاقتصادية.
- لفظ العبادة: هل يصح إطلاقه لغير الله.
- مجموعة أبحاث في الأدب والاجتماع.
- هل الإنسان في حاجة إلى الفلسفة؟.
- تاريخ التشريع الإسلامي.
- دفاعا عن الشريعة.
- شرح مدونة الأحوال الشخصية.
- المدخل للفقه الإسلامي.
- المدخل لعلوم القرآن والتفسير.

بحث مفصل عن النظريات الفلسفية المختلفة ومقابلتها بالحرية الإسلامية، ومستندات لتاريخ المقاومة المغربية. ومحاضرتان عن مهمة علماء الإسلام. هذا زيادة على مجموعة أخرى من الخطب والمحاضرات والمذكرات السياسية والقصائد الشعرية والبحوث والمقالات المنشورة في أمهات الصحف اليومية والأسبوعية والمجلات الدورية. كما أصدر مجلة «البينة»، وجريدة «صحراء المغرب»، و«الحسنى»، كما خط قلمه مجموعة من الكتب باللغة الفرنسية.

## مؤلفات عنه
تناول العديد من الكتاب حياة الأستاذ علال الفاسي بالدراسة؛ من أهمها:
1. الحركة الوطنية المغربية من خلال شخصية الأستاذ علال الفاسي إلى أيام الاستقلال'الاستقلال -- عبد الحميد المرنيسي.
2. ملامح من شخصية علال الفاسي --عبد الكريم غلاب.
3. علال الفاسي واستراتيجية مقاومة الاستعمار: إفريقيا الشرق  -- أسيم القرقري.
4. أسرار وحقائق عن علال الفاسي الفاسي --أبو العزم محمد السلوي.
5. علال الفاسي رائد الحركة الوطنية --العلمي محمد.
6. علال الفاسي الوطنية والهوية المغربية --عثمان الأشقري.

## وفاته
ألقى أحد الدروس الحسنية في شهر أكتوبر 1973، وكان الدرس الوحيد الذي تفرغ له وكتبه تحريرًا. ووافته المنية في يوم الاثنين 13 مايو 1974، وكان موجودًا في بوخارست عاصمة رومانيا، في زيارة لشرح وبيان قضية المغرب والصحراء المغربية، والقضية الفلسطينية.

## معرض

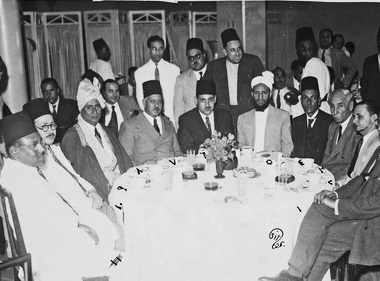
حفل شاي دعى إليه محمد علي الطاهـر في فندق كونتيننتال بالقاهرة عام 1946 تكريما للوطني المصري أحمد حسين صاحب جريدة "مصر الفتاة" وزعيم الحزب الإشتراكي المصري عقب عودته من نيويورك. من اليمين إلى اليسار: 1- شخص غير معروف الإسم 2- زعيم حزب الإستقلال المغربي علال الفاسي 3- الفريق عزيز علي المصري باشا ، وزير الحربية المصري الأسبق 4- محمد علي الطاهـر 5- الصادق المجددي ، وزير أفغانسان المفوض في مصر 6- المحتفى به أحمد حسين 7- اللواء صالح حرب باشا ، وزير الحربية المصري الأسبق 8- عبد الله الجفري ، مستشار سلاطين لحج (الآن ضمن اليمن) 9- محمد رشيدي ، سفير أندونيسيا المقبل في مصر 10- الزعيم السوداني ورئيس وزراء بلاده فيما بعد اسماعيل الأزهري 11- الوطني الجزائري الفضيل الورتلاني (واقفا).
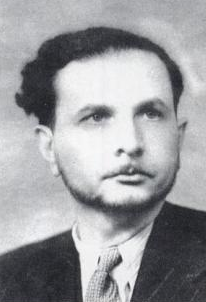
1949
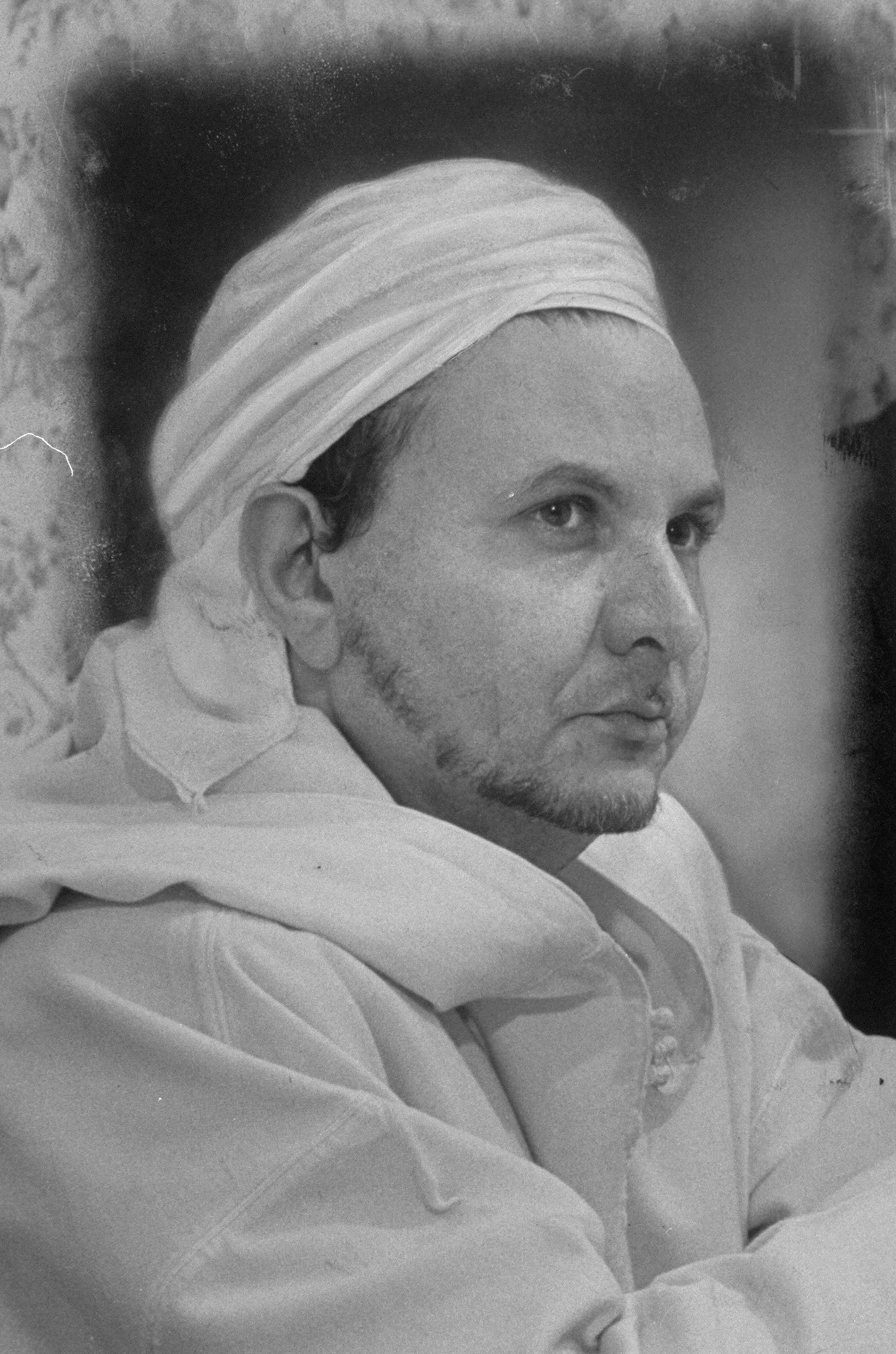
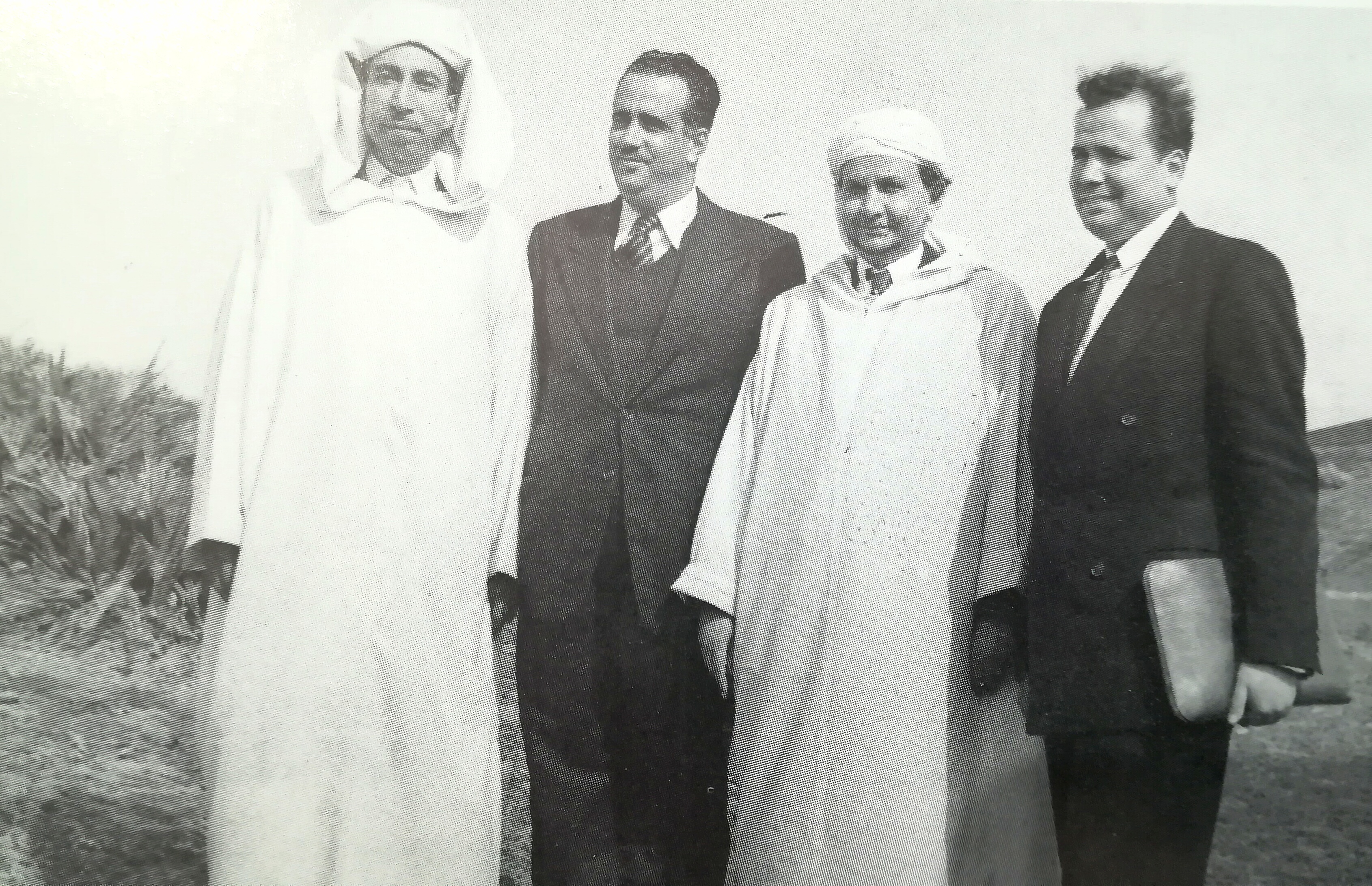
أحمد بن سودة، محمد المكي الناصري، عبد الخالق الطريس وعلال الفاسي، 1951
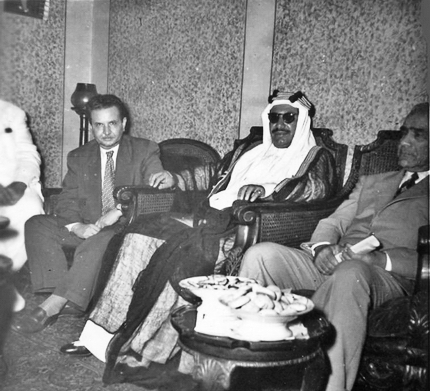
الشيخ عبد الله الجابر الصباح من الكويت في زيارة لدار الشورى بالقاهرة عام 1954. من اليمين إلى اليسار: أحمد زكي الخياط مندوب العراق الدائم في جامعة الدول العربية، الشيخ عبد الله الجابر، علال الفاسي زعيم حزب الإستقلال المغربي
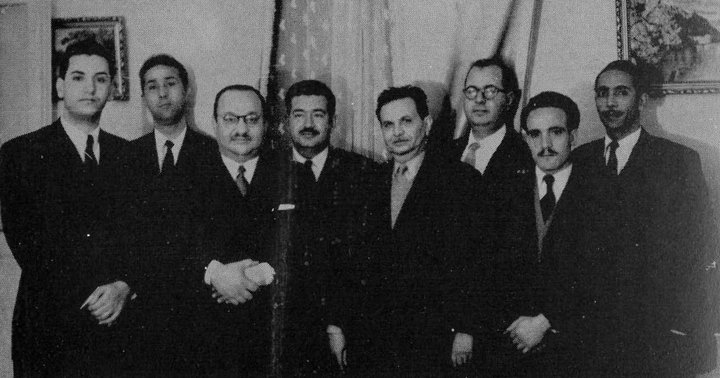
اجتماع تحضيري لنقل أسلحة من مصر إلى الثوار في الجزائر، في الصورة  (الصف الأول من اليمين إلى اليسار) العربي بن مهيدي-فتحي الديب-علال الفاسي-الحسين أيت أحمد (الصف الثاني عن اليمين) محمد بوضياف (الصف الثاني عن اليسار) أحمد بن بلة
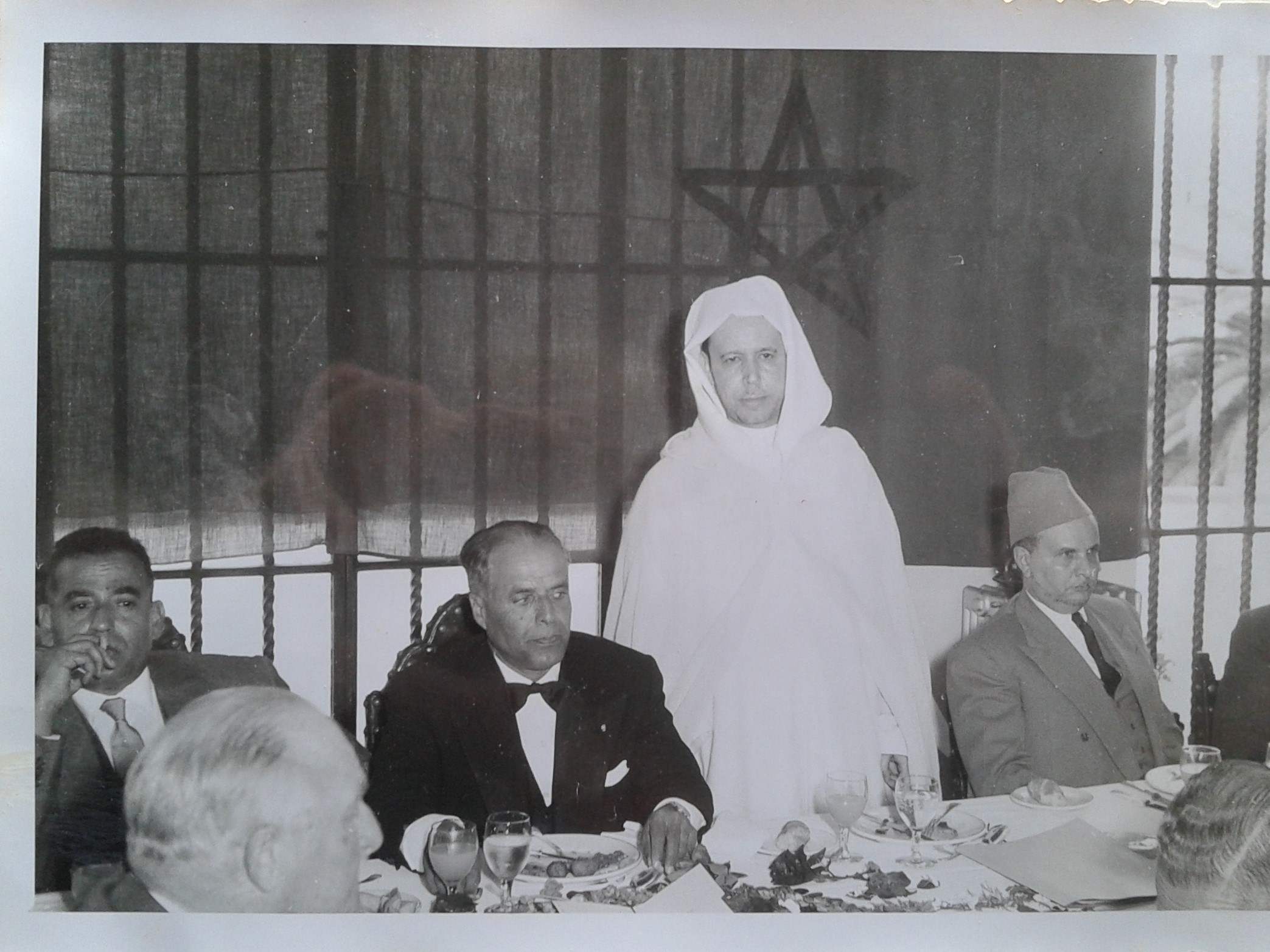
علال الفاسي، عبد الله كنون والحبيب بورقيبة بمدينة طنجة في أبريل 1957
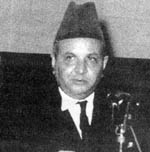
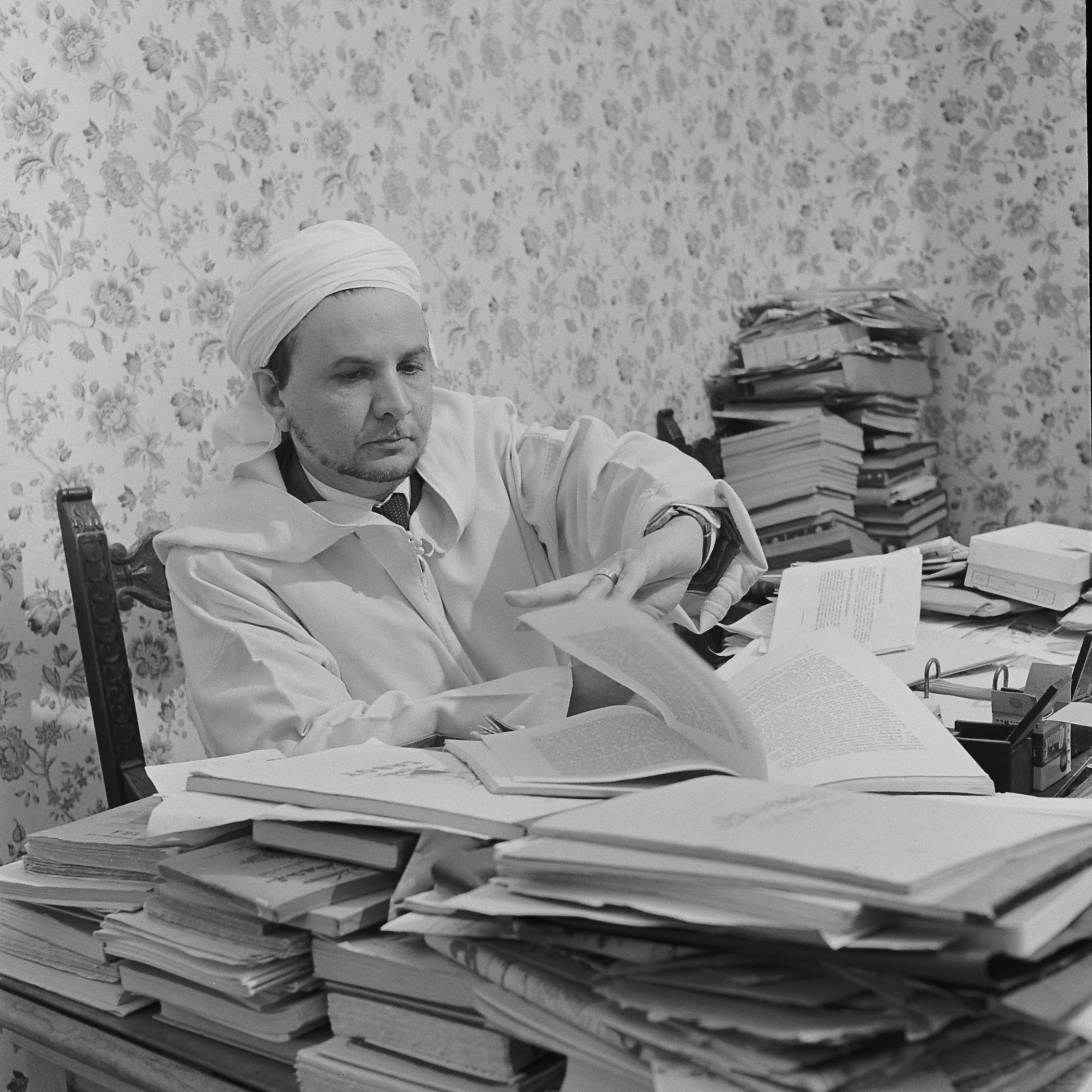